# روچلینگ
روچلینگ (انگلیسی: Röchling Group) شرکت صنایع شیمیایی آلمانی است، که در سال ۱۸۸۲ تأسیس شد.